# Will Eisner
William Erwin Eisner (Brooklyn, New York, 1917. március 6. – Lauderdale Lakes, Florida, 2005. január 3.) amerikai képregényalkotó. Stílusteremtő alkotásain, így például a The Spirit és az A Contract With God, valamint elméleti munkáin keresztül jelentősen hozzájárult a képregény, mint értékes művészeti forma elismertségének előmozdításában, ami miatt az amerikai képregény egyik legkiemelkedőbb alakjaként tartják számon. Emlékét a tiszteletére alapított és a nevét viselő Eisner-díj őrzi.

## Életpályája
Will Eisner bevándorló zsidó szülők gyermekeként született 1917-ben, Brooklynban. A középiskola után első képregényei, a Harry Karry és a The Flame a Wow, What A Magazine! című magazinban jelentek meg. A kiadvány megszűnése után Eisner és Jerry Iger saját stúdiót alapítottak, melyben a képregény szinte minden műfaját felölelve tevékenykedtek, és olyan későbbi jelentős alkotók kezdték meg pályájukat náluk, mint Bob Kane, Lou Fine és Jack Kirby. A stúdió kedvelt képregényei közé tartozott a Sheena, Queen of the Jungle és a Muss em Up.
Eisner 1939-től a Quality Comicsnál folytatta pályafutását, és olyan szereplőket alkotott meg, mint például Doll Man, Uncle Sam, Wonder Man, Lady Luck és Black Hawk. 1940-ben alkotta meg legnevezetesebb figuráját, a The Spirit című képsor címszereplőjét. Az álarcos detektív kalandjait bemutató történetek hamar nagy népszerűségre tettek szert.
1942-ben Eisnert besorozták. Ebben az időben elsősorban a hadsereg számára készített posztereket, illusztrációkat és képsorokat, mint például a Private Dogtag és a Joe Dope. Leszerelése után ismét folytatta a The Spirit történeteit és új füzeteket is indított. Az általa alapított American Visuals Corporation oktatási és reklámcélú képregényeket és más illusztrációkat készített.
Eisner 1978-ban alkotta meg A Contract With God című, az amerikai képregény egyik mérföldköveként is számon tartott művét. Az 1980-as és 1990-es években több más, szintén elismert műve is megjelent, mint például a The Building, a The Dreamer, az A Family Matter és a To the Heart of the Storm. 2005-ben nem sokkal halála előtt jelent meg utolsó képregénye, a Cion bölcseinek jegyzőkönyvei című antiszemita gúnyirat ihlette Az összeesküvés (The Plot).
Alkotói munkáján kívül Eisner jelentős képregényelméleti munkája a Comics and Sequential Art és a Graphic Storytelling.

## Halála
Eisner, 2005. január 3-án halt meg a Florida-i Lauderdale Lakesben. Halálát szövődmények okozták, miután 2004. december 22-én négyszeres bypass műtétett végeztek el rajta.
Halála után a DC Comics, megemlékezést tartott a manhattani Lower East Side környéken, ahol azóta is gyakran látogatják Eisner munkáját, az Angel Orensanz Alapítvány Norfolk Streeten.
Eisnert a felesége, Ann Weingarten Eisner, és fiuk, John élte túl.

## Magyarul megjelent művei
- Az összeesküvés. Cion bölcseinek jegyzőkönyve. Az igazság; előszó Umberto Eco, ford. Greskovits Endre; Ulpius-ház, Bp., 2005